# Đền Đoan
Đền Đoan hay còn gọi là Đền Cổ Ven Sông nằm ở thị trấn Ninh Giang, huyện Ninh Giang, tỉnh Hải Dương, ngay sát ngã ba sông Tranh giao với sông Luộc, đền thờ  Quan đệ Ngũ Tuần Tranh
Từ những năm đầu thế kỷ thứ 19, tại vị trí giáp bờ sông Luộc trước cửa huyện ủy huyện Ninh Thanh cũ, nay là phòng giáo dục huyện Ninh Giang, có một ngôi đền (tức đền Đoan) tương truyền thờ 2 vị quan (Đệ Ngũ Tuần Tranh- Hưng Đạo Đại Vương Trần Quốc Tuấn) cai quản một vùng Đông Bắc- Bắc Việt, tại nơi đây quan Đệ Ngũ Tuần Tranh đã họa xuống ngã ba sông Tranh:
Sinh là tướng hóa là thần
 Tiếng thơm còn để muôn dân đời đời
Ngôi đền có từ lâu từ những năm 1930, nhưng do sự tác động của thủy triều và dòng nước xoáy, bờ sông bị xói lở nên đến năm 1935 đền được di dời về xã Đồng Tâm gọi là đền Tranh bây giờ với quy mô khá là lớn.
Và hiện nay ngồi đền cổ này đã được trùng tu và tôn taọ do một gia đình ở thị trấn Ninh Giang trông nom, những năm tôn tạo lại là năm 1953 và lần cuối vào cuối năm 2010.

## Một số hình ảnh

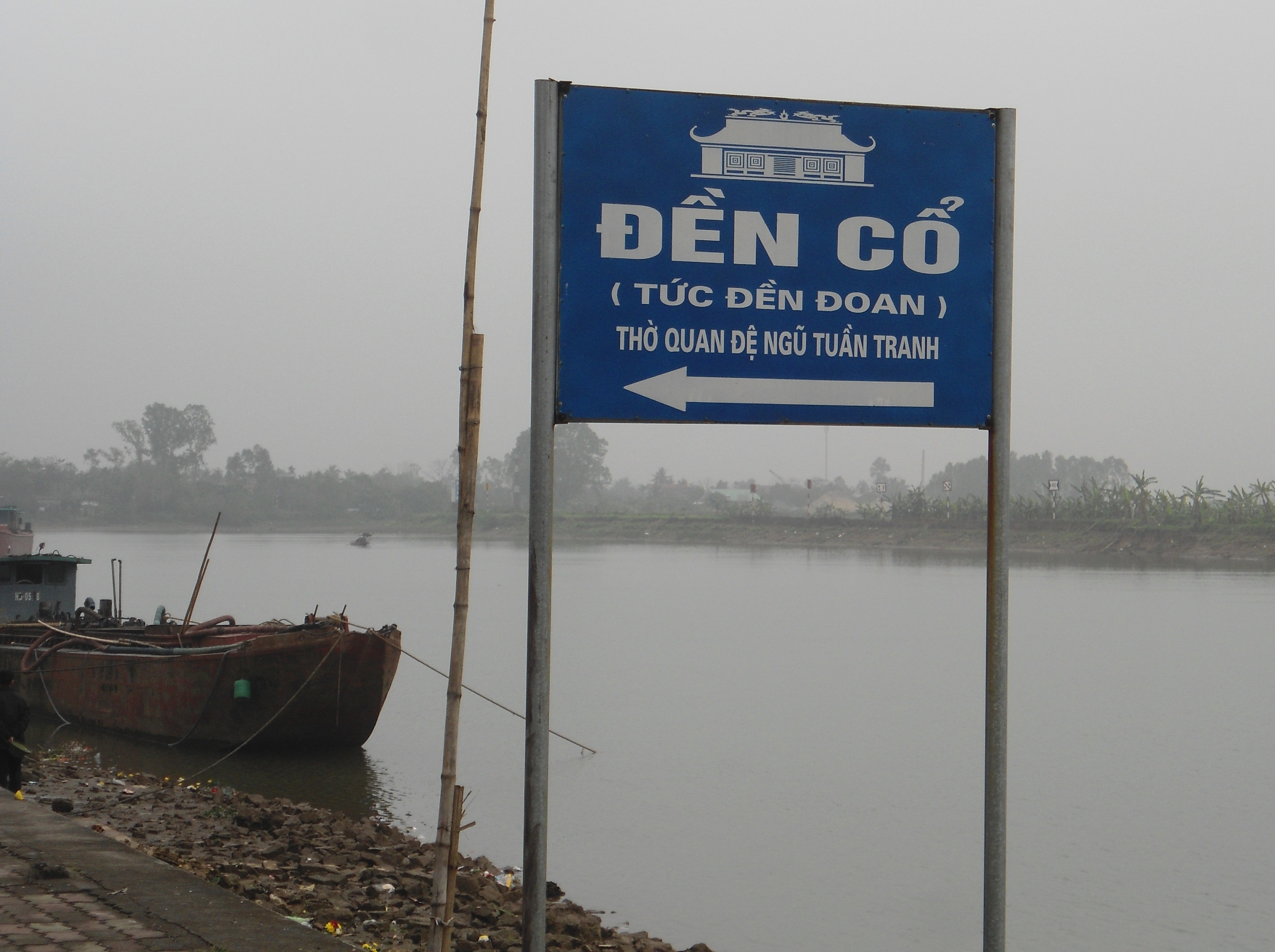
Biển chỉ dẫn Đền Cổ
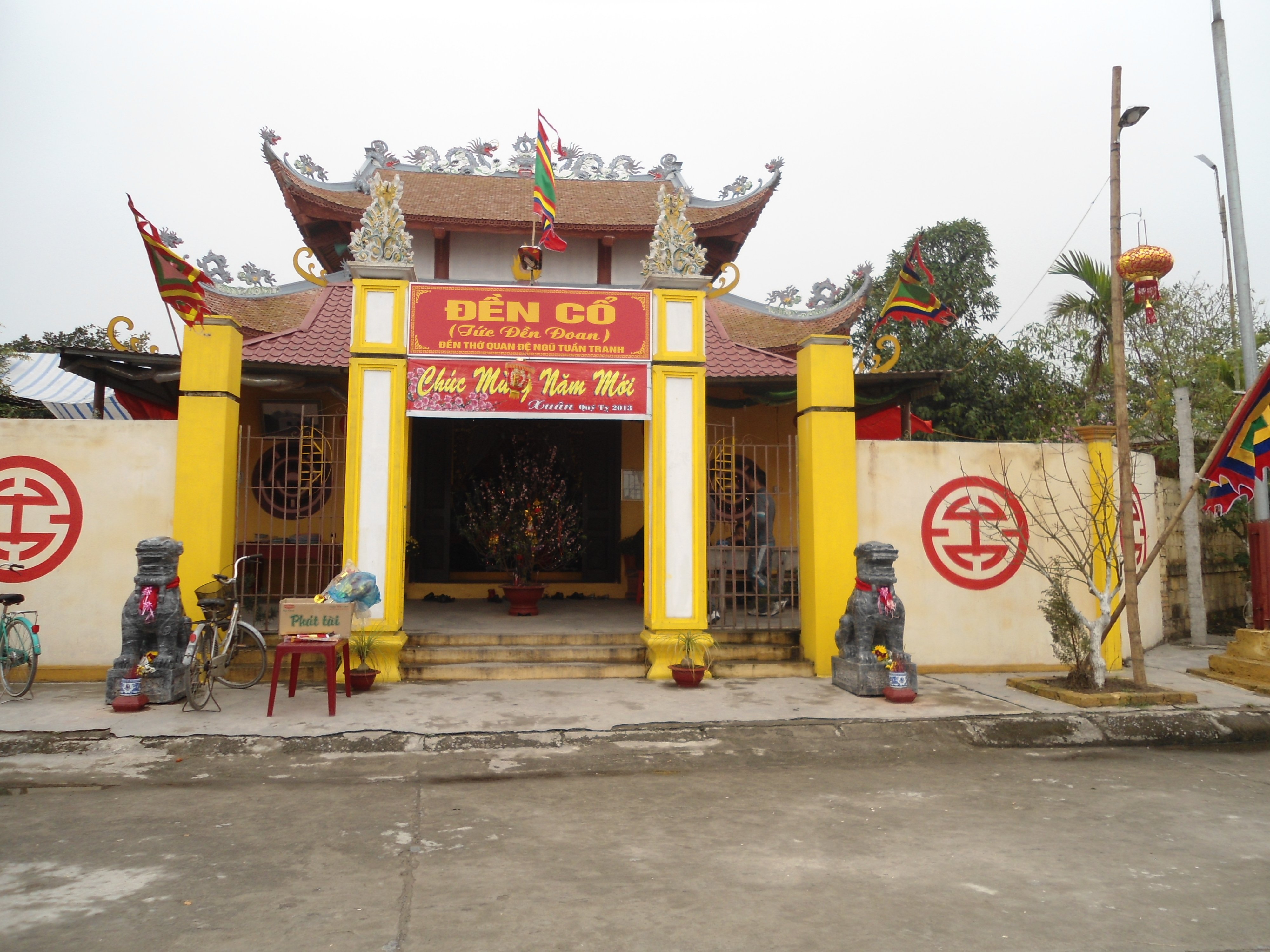
Cổng Đền Cổ
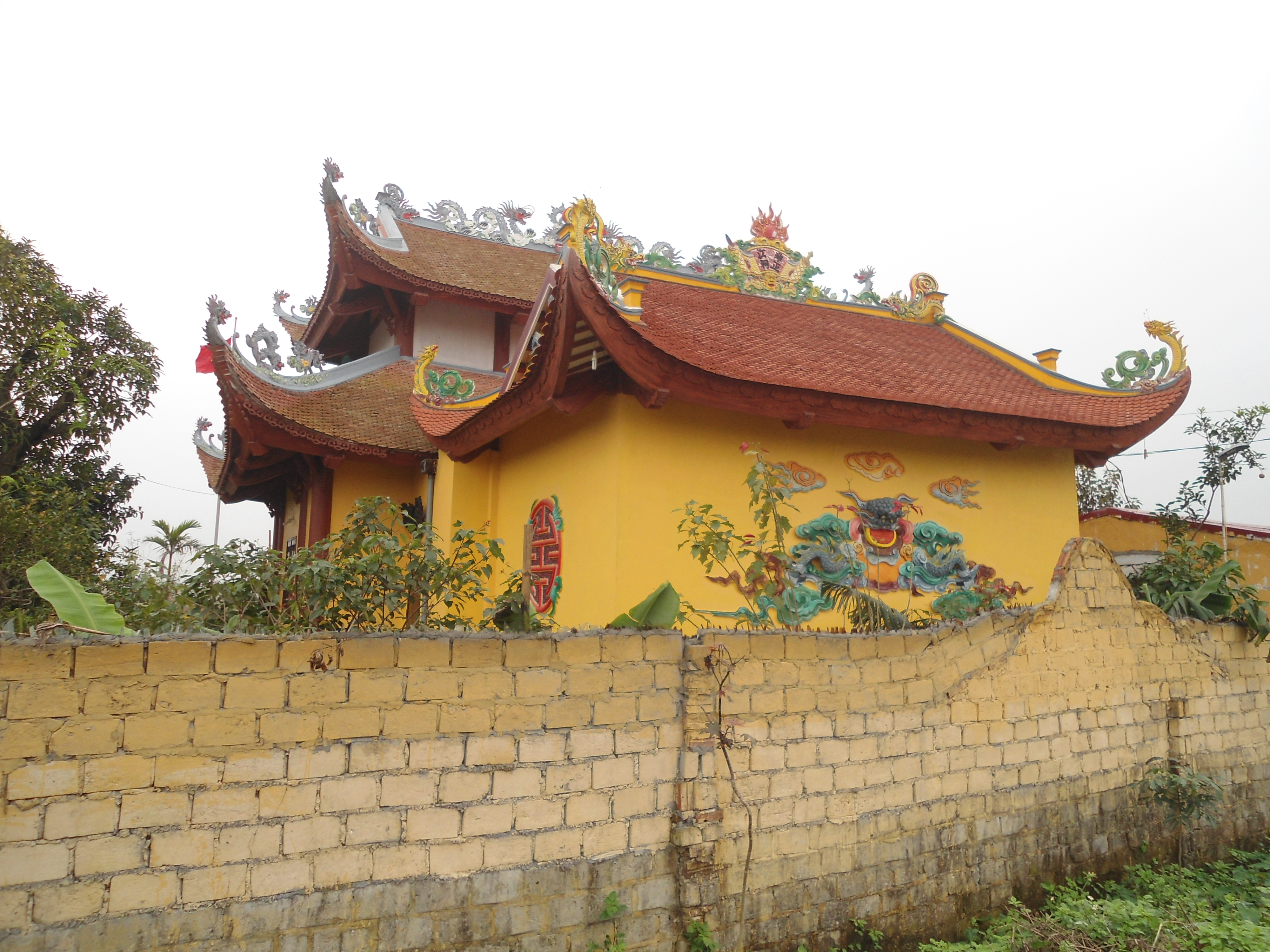
Phía sau Đền Cổ
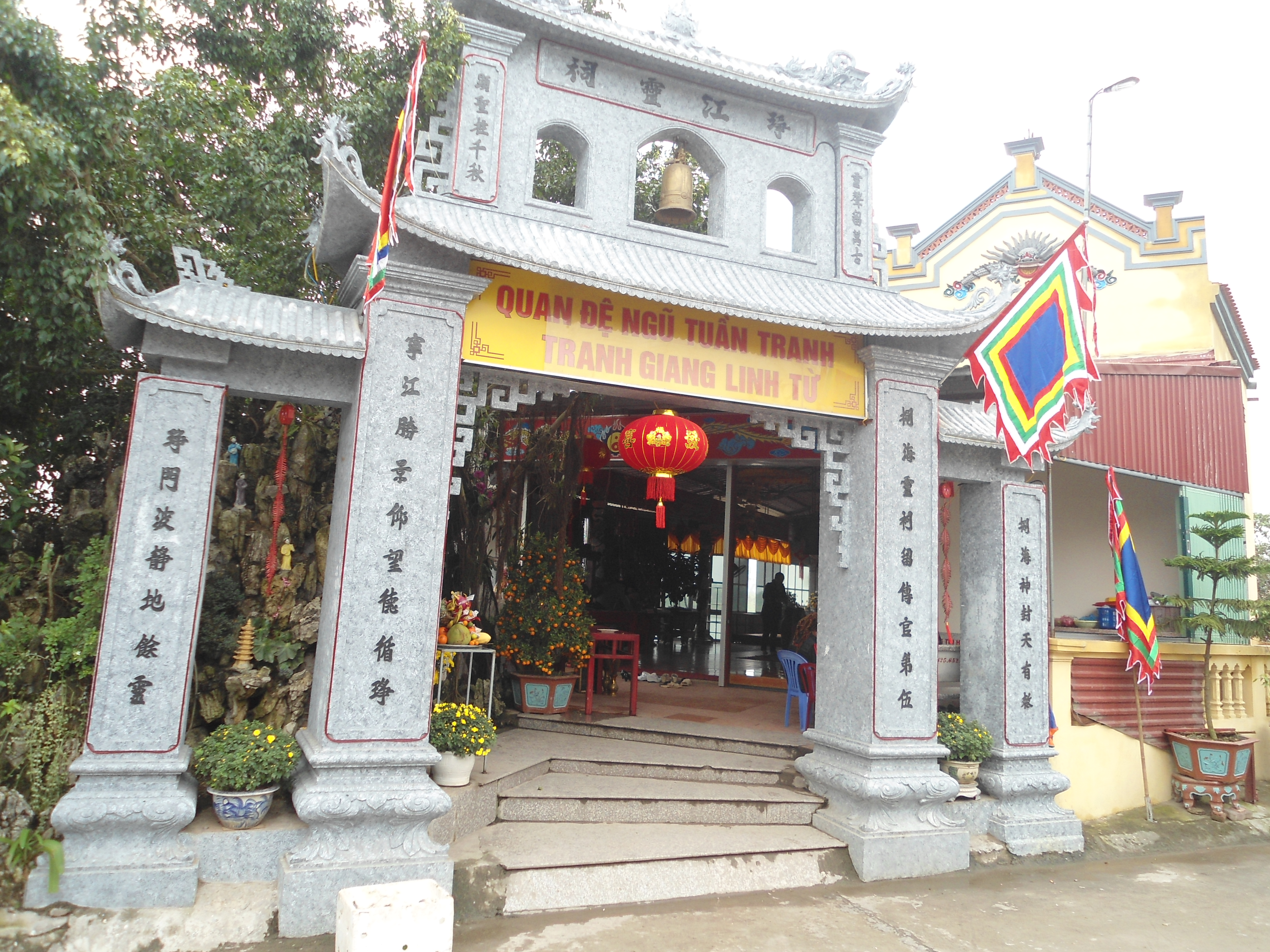
Tranh Giang Linh Từ

## Ảnh bên trong đền khác
Tham khảo tại:  Lưu trữ ngày 5 tháng 4 năm 2013 tại Wayback Machine